# Ren Qian
Ren Qian (chiń. 任茜; pinyin Rèn Qiàn ur. 20 lutego 2001) – chińska skoczkini do wody. Złota medalistka olimpijska z Rio de Janeiro.
Zawody w 2016 były jej pierwszymi igrzyskami olimpijskimi. Po złoto sięgnęła w skokach indywidualnych z dziesięciometrowej wieży. Była w tej konkurencji druga na mistrzostwach świata w 2015 i trzecia w 2017. W 2017 była mistrzynią świata w skokach synchronicznych kobiet. Partnerowała jej Si Yajie. W 2017 zwyciężyła również w skokach synchronicznych par mieszanych.